# Rovira (Panama)
Pour les articles homonymes, voir Rovira (homonymie).
Rovira est un corregimiento situé dans le district de Dolega, province de Chiriquí, au Panama. En 2010, la localité comptait 1 925 habitants.